# Eupalthis picta
Eupalthis picta là một loài bướm đêm trong họ Noctuidae.